# Systaria leoi
Systaria leoi är en spindelart som först beskrevs av Alberto Barrion och James A. Litsinger 1995.  Systaria leoi ingår i släktet Systaria och familjen sporrspindlar.
Artens utbredningsområde är Filippinerna. Inga underarter finns listade i Catalogue of Life.